# Callionymus limiceps
Callionymus limiceps är en fiskart som beskrevs av Ogilby, 1908. Callionymus limiceps ingår i släktet Callionymus och familjen sjökocksfiskar. Inga underarter finns listade.